# خطای دید دلبوف
خطای دید دلبوف (انگلیسی: Delboeuf illusion) نوعی خطای حسی بصری در ادراک اندازه نسبی بزرگی یا کوچکی یک شکل در تناسب با زمینه آن است. این پدیده در سال ۱۸۹۳م، توسط یک روان‌شناس بلژیکی به نام
جوزف دلبوف به‌طور رسمی توصیف شد و نام وی بر آن باقی ماند. 

معروف‌ترین نسخه این خطای دید، به صورت ۲ دایره هم اندازه نمایش داده می‌شود. وقتی یکی از این ۲ دایره توسط حلقه ای احاطه شود، در مقایسه با دایره دیگر، بزرگتر به نظر می‌رسد. در یک نسخه دیگر هر دو دایره در مرکز حلقه ای قرار داده می‌شوند. اما حلقه یک دایره، کوچک و فاصله خط محیط حلقه و دایره کم است و در نتیجه دایره بزرگتر جلوه می‌کند. برعکس دایره دیگر در مرکز حلقه ای بزرگ قرار گرفته و فاصله خط حلقه با محیط دایره زیاد است و در نتیجه دایره کوچکتر به نظر می‌رسد. نسخه متفاوت تری از همین پدیده، خطای دید ابینگ هاوس نام دارد، که اکثر صاحب نظران آن را از همین نوع و هم ماهیت با خطای دید دلبوف می‌دانند.
معانی خطای دید

### انجمن روانشناسی آمریکا(APA)
توهم کنتراست اندازه که در آن یک دایره محصور بزرگتر بر اندازه درک شده یک دایره محصور کوچکتر تأثیر می گذارد. وقتی اندازه دو دایره مشابه باشد، اندازه درک شده دایره داخلی افزایش می یابد. هنگامی که اندازه دایره محدود کننده به طور قابل توجهی بزرگتر باشد، اندازه درک شده دایره داخلی کاهش می یابد.

### فرهنگ جامع روانپزشکی(CDP)
وقتی دو دایره متحدالمرکز نشان داده می شوند، اندازه دایره بیرونی بزرگ تر از دایره داخلی به نظر می رسد. امروزه معلوم شده است که اگر تفاوت بین دایره ها بسیار زیاد باشد (مثلا 5 بر 1) این آثار ذهنی بر عکس می گردند. دایره بیرونی بسیار بزرگ تر و دایره داخلی بسیار کوچک تر از اندازه واقعی خود به نظر می رسند.

### ویکی پدیا انگلیسی (wikipedia)
توهم دلبوف یک توهم نوری از درک اندازه نسبی است: در معروف ترین نسخه این توهم، دو دیسک با اندازه یکسان در کنار یکدیگر قرار گرفته و یکی با حلقه ای احاطه شده بود. هنگامی که حلقه نزدیک است، دیسک حلقه ای بزرگتر از دیسک بسته نشده به نظر می رسد، در حالی که وقتی حلقه دور است، کوچکتر از دیسک محصور به نظر می رسد. یک مطالعه در سال 2005 نشان می دهد که ناشی از همان فرایندهای بصری است که توهم ابینگهاوس را ایجاد می کند. {4}
تاثیر خطای دلبوف در میزان مصرف غذا
در تحقیقی که Ittersum و Wansink در سال 2012 انجام دادند، سه سایز مختلف کاسه در اختیار افراد قرار گرفت و از آنها خواسته شد برای خود سوپ بریزند. مشاهده شد افراد 9.9% سوپ بیشتری در کاسه بزرگتر می‌ریختند درحالی‌که 8.2% سوپ کمتری در کاسه کوچکتر (در مقایسه با کاسه نمونه کنترل) می ریختند. خطای دلبوف در میزان مواد غذایی که افراد در ظروف مختلف می ریزند و در نتیجه در میزان کالری دریافتی آنها تاثیر دارد.
همانطور که در شکل دیده می شود دایره مشکی وسط، در هر دو سمت به یک اندازه است اما دایره‌ای که آن را احاطه کرده در سمت چپ بزرگ‌تر است و باعث می‌شود دایره وسط در چشم ما کوچک‌تر بنظر برسد. به‌ همین ترتیب میزان معین از غذا در یک بشقاب کوچک زیادتر به نظر می‌رسد تا همان مقدار در یک بشقاب بزرگ. این اثر زمانی‌ که تضاد رنگ بین ظرف با غذا بیشتر باشد نمود بیشتری دارد.{3}

بهره گیری از این خطا در تغییر عادات غذایی
از این اثر می‌توان برای کنترل میزان مواد غذایی افراد استفاده کرد. اگر به رستوران بوفه می‌روید با گذاشتن بشقاب بزرگ و قاشق بزرگ در کنار پیش غذاها شما تشویق به کشیدن و مصرف مقدار بیشتری پیش غذا می‌شوید و با گذاشتن بشقاب کوچک در کنار غذاهای اصلی و گوشتی شما ملزم به مصرف غذای کمتری می شوید. به نظر می‌رسد سایز بشقاب به‌عنوان لنگری برای میزان پر کردن آن محسوب می شود.
تحقیقات نشان داده است که سایز و رنگ حاشیه ظرف نیز در درک سایز و میزان غذای موجود در آن اثر دارد. تضاد زیاد رنگ بین رنگ حاشیه ظرف و رنگ داخلی آن و پهن تر بودن سایز حاشیه ظرف منجر به تشدید اثر دلبوف می شود. به این معنی که یک میزان غذا در این ظرف، بیشتر به نظر می رسد نسبت به همین مقدار غذا در ظرفی با همین ابعاد ولی بدون حاشیه و یا با حاشیه ای با تضاد کمتر. بنابراین حتی طراحی ظرف غذا در کنترل میزان مواد غذایی مصرفی نقش دارد.{2}